# Luis Guillermo Eichhorn

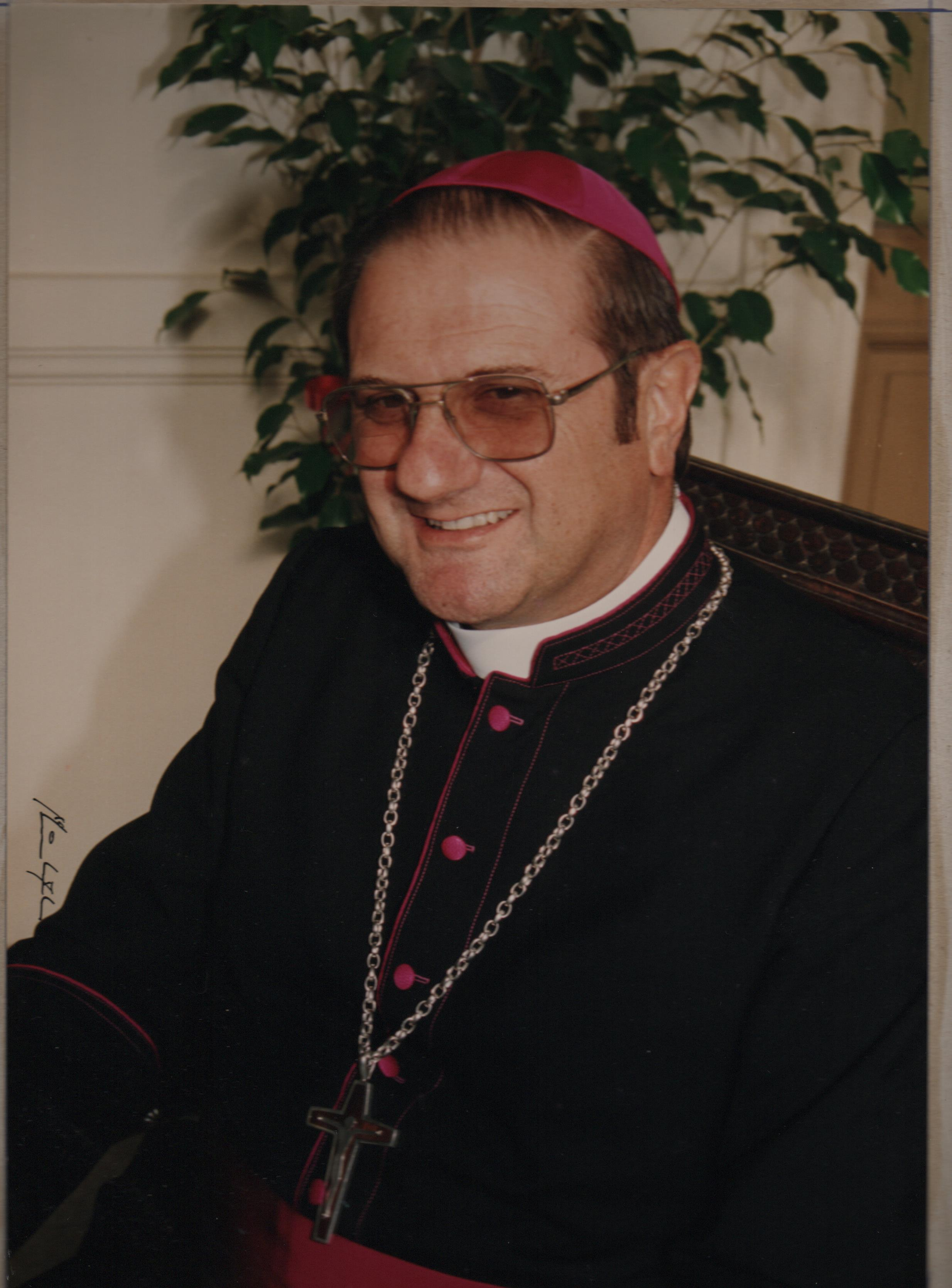
Luis Guillermo Eichhorn (1997)

Bischofswappen von Luis Guillermo Eichhorn

Luis Guillermo Eichhorn (* 26. Juni 1942 in Gilbert, Provinz Entre Ríos; †  25. Mai 2022 in Gualeguaychú) war ein argentinischer Geistlicher und römisch-katholischer Bischof von Morón.

## Leben
Luis Guillermo Eichhorn besuchte das Colegio Nacional in Concepción del Uruguay. Ab 1961 studierte er Philosophie und Katholische Theologie am erzbischöflichen Priesterseminar in Paraná. Am 21. Dezember 1968 empfing Eichhorn in der Kirche Inmaculada Concepción del Uruguay in Concepción del Uruguay das Sakrament der Priesterweihe für das Bistum Gualeguaychú.
Eichhorn war zunächst 17 Jahre als Spiritual und Rektor des Kleinen Seminars Pio XII. des Bistums Gualeguaychú tätig. Zudem fungierte er als Assessor der Katholischen Aktion, der Cursillos de Cristiandad, der Jornadas de Jóvenes und der Pfadfinder. Darüber hinaus war er Rektor sowie Professor für Katholische Theologie und Deontologische Ethik am Profesorado Sedes Sapientiae in Gualeguaychú. Am 12. Dezember 1986 wurde Luis Guillermo Eichhorn Generalvikar des Bistums Gualeguaychú und am 4. März 1989 zusätzlich Pfarrer der Pfarrei San Juan Bautista in Gualeguaychú. Daneben lehrte er am Priesterseminar des Bistums Gualeguaychú. Papst Johannes Paul II. verlieh ihm am 26. Dezember 1993 den Ehrentitel Päpstlicher Ehrenprälat.
Am 5. Dezember 1996 ernannte ihn Papst Johannes Paul II. zum Bischof von Gualeguaychú. Sein Vorgänger als Bischof von Gualeguaychú, Pedro Boxler, spendete ihm am 19. März 1997 die Bischofsweihe; Mitkonsekratoren waren der Erzbischof von Paraná, Estanislao Esteban Karlic, und der Bischof von Concordia, Adolfo Gerstner. Sein Wahlspruch Que seamos todos uno („Dass wir alle eins seien“) stammt aus Joh 17,11 . Am 30. November 2004 bestellte ihn Johannes Paul II. zum Bischof von Morón. Die Amtseinführung erfolgte am 12. März 2005. In der Argentinischen Bischofskonferenz gehörte Luis Guillermo Eichhorn den Kommissionen für die biblische Pastoral, die Liturgie, das Laienapostolat und die Familienpastoral an. Zuvor war er Mitglied der Kommissionen für die Katechese und die soziale Pastoral.
Papst Franziskus nahm am 30. Juni 2017 seinen altersbedingten Rücktritt an. Danach wirkte Luis Guillermo Eichhorn zunächst als Pfarradministrator der Pfarrei Señor de los Milagros in Morón und später als Seelsorger in der Pfarrei Visitación de María Luján in Gualeguaychú. Er starb am 25. Mai 2022 in Gualeguaychú und wurde auf dem dortigen Cementerio Norte beigesetzt.